# Digenea
Digenea é uma sub-classe da classe Trematoda do filo Platyhelminthes sendo o grupo mais abundante de parasitas deste filo. Seu nome significa duas vidas (Di:dois, genea:vidas), também chamado de dois ciclos e faz referência ao seu parasitismo onde há presença de dois hospedeiros. Quando está na forma larval habita no hospedeiro primário(comumente chamado intermediário) que é um molusco, então na fase adulta parasita o hospedeiro definitivo que é normalmente um vertebrado. Formado por um segmento e sistema digestivo incompleto. Sua digestão é extracelular e possuem necessariamente uma ventosa oral, podendo aparecer em alguns casos uma ventosa ventral. Seu ciclo de vida é chamado de indireto (ou heteroxenico), é complexo com poucas gerações partenogênicas e somente uma hermafrodita. As gerações partenogênicas estão comumente relacionadas com moluscos, raramente anelídeos (chamados de primeiro hospedeiro intermediário), enquanto que o desenvolvimento das gerações hermafroditas está relacionada com alguns invertebrados (o segundo hospedeiro intermediário da larva) e com todos os grupos de vertebrados (o segundo hospedeiro intermediário para algumas larvas e o hospedeiro definitivo para o estágio adulto das Digenea).Tem dois secos intestinais e se reproduzem assexuadamente através das células totipotentes. São exclusivamente parasitos e anaeróbicos facultativos.
O ciclo de vida desses animais podem ocorrer em três diferentes maneiras:
a) um ecossistema aquático com todos os hospedeiros sendo obrigatoriamente aquáticos ou tendo relação direta com a água
b) um ecossistema semi-aquático, no qual gerações partenogênicas e metacercárias parasitam organismos aquáticos e o hospedeiro definitivo é representado por um animal terrestre
c) um ecossistema terrestre, o que faz com que todo o ciclo de vida utiliza somente animais terrestres.